# 仙台ファーストタワー

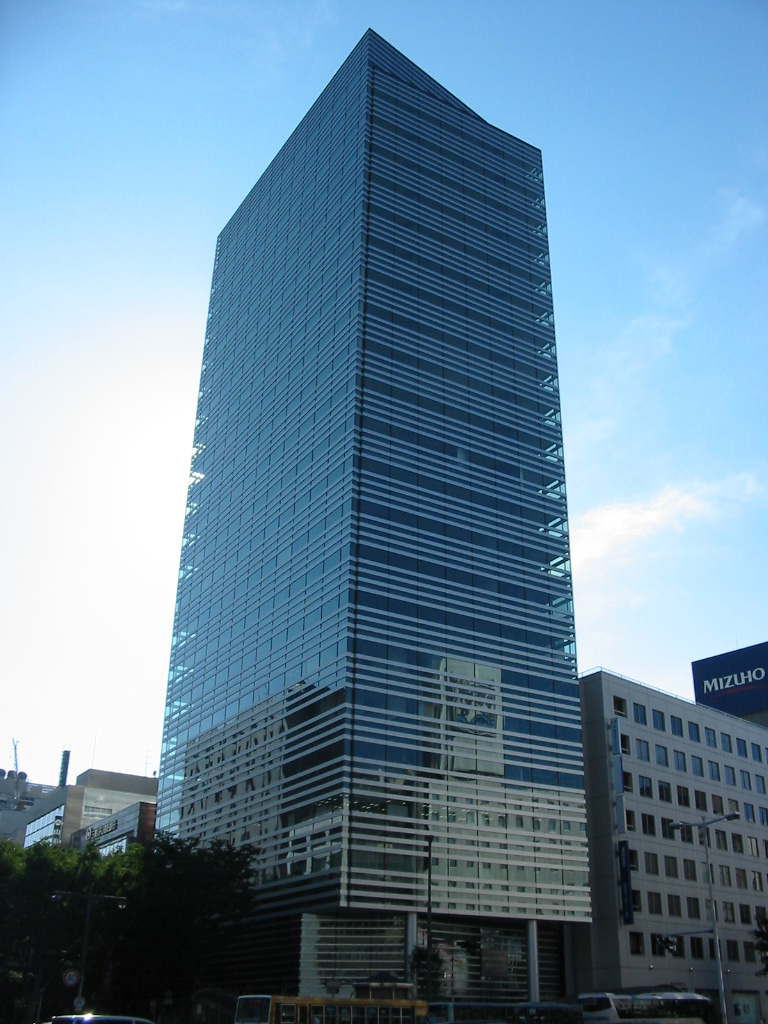
仙台富士ビル跡地に完成した事務所棟（写真中央）と、解体前の日土地仙台ビル（写真右）（2007年7月）

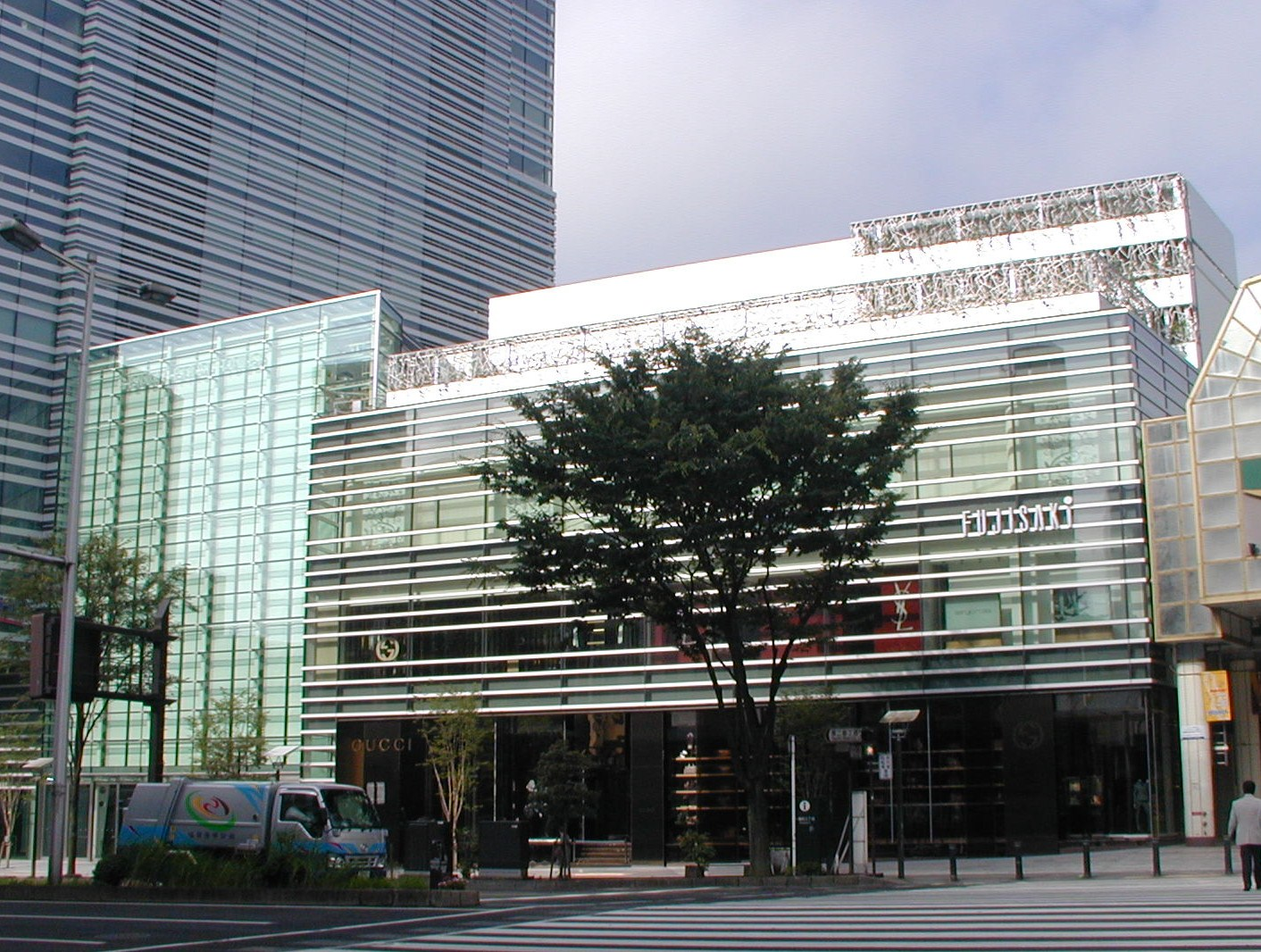
日土地仙台ビルの跡地に完成したアトリウム（写真左）および商業棟（写真中央。藤崎ファーストタワー館が入居）（2009年7月）

仙台ファーストタワー（せんだいファーストタワー）は、宮城県仙台市青葉区一番町にある複合施設である。中央通りから青葉通りにかけての東二番丁通りに面して建つ、高層のオフィスビル（事務所棟）と低層の商業施設（アトリウムおよび藤崎ファーストタワー館）からなる。

## 概要
仙台市内における都市再生特別地区の1つである「仙台駅西・一番町地域」にあり、市内では都市再生特別措置法に基づいて容積率緩和が適用された第1号である。これは、青葉通から東二番丁にかけてのセットバックにより生まれた「歩道状空地」、商業棟の「屋上広場」、事務所棟と商業棟との間の屋内広場「アトリウム」がパブリックスペース（都市貢献施設）と見なされたための緩和措置である。
東二番丁通りと青葉通りとの角地に建つ仙台富士ビルを解体して、超高層ビルのオフィスビルである「事務所棟」が建設された。その後、隣接して東二番丁と中央通り（大町）との角地に建つ日土地仙台ビルを解体して、低層の「アトリウム」および「商業棟」（藤崎ファーストタワー館）が建設された
。

## 事業所棟
（旧）ヒューリックの前身である日本橋興業が所有していた仙台富士ビル（住居表示は、現在の仙台ファーストタワーと同一の一番町三丁目1番1号であった。旧富士銀行→みずほ銀行仙台中央支店（初代）が入居）の跡地に、仙台一番町開発特定目的会社（日本土地建物と（旧）ヒューリックが出資）および、みずほ銀行が建設主となって「（仮称）仙台共同ビル」として建設された。2007年（平成19年）7月3日に完成。
当ビルは、地上24階･地下2階・塔屋2階で、軒高99.9m。全面ガラス張りとなっていて、仙台平の柄をモチーフにした外観となっている。

### 入居テナント
| 階 | テナント |
| -- | --- |
| 24 | |
| 23 | |
| 22 | 旭化成グループ、旭化成ホームプロダクツ仙台営業所、旭化成ファーマ仙台支店、旭化成建材仙台事務所、旭化成メディカル仙台営業所、ジェイカムアグリ東北支店 |
| 21 | |
| 20 | 日立ビルシステム東北支社 |
| 19 | 日立ビルシステム東北支社 |
| 18 | アルファシステムズ東北支社 |
| 17 | |
| 16 | 松井建設東北支店 |
| 15 | 沖電気工業東北支社 |
| 14 | 大成建設東北支店 |
| 13 | 大成建設東北支店 |
| 12 | 大成建設東北支店、大成ロテック東北支社 |
| 11 | 宣伝会議東北本部、ジェイ・パワーシステムズ東北支店、東京センチュリー東北支店、トータル保険サービス仙台支社、GSユアサ東北支社                         |
| 10 | タキロンシーアイ東北支店、ダイプラ仙台営業所、ダイライト仙台営業所                                                                                   |
| 9  | アストラゼネカ仙台支店、東新住販東北支店、中央日土地ビルマネジメント仙台営業所                                                                       |
| 8  | みずほ信託銀行仙台支店(応接フロア) |
| 7  | みずほ信託銀行仙台支店(受付・カウンター)、みずほ不動産販売仙台センター                                                                               |
| 6  | みずほローンエキスパーツ（みずほ銀行代理店仙台住宅ローンセンター）                                                                                   |
| 5  | みずほ証券仙台支店 |
| 4  | みずほ銀行仙台支店(融資・外国為替・ローン・仙台営業部) みずほ銀行仙台法人支店                                                                        |
| 3  | みずほ銀行仙台支店(預金) |
| 1  | みずほ銀行仙台支店(ATMコーナー・通帳繰越機) みずほ銀行仙台法人支店(通帳記帳機) みずほ信託銀行仙台支店(通帳記帳機)                                    |
| B1 | 契約駐車場 |
| B2 | 契約駐車場 |

## アトリウム
藤崎ファーストタワー館と共に竣工・オープンした。商業施設部分以外の屋内広場は、公共空間として市民に開放されている。

### 入居テナント
- 3F 『ヘアメイク「アルティスタ ファーストタワー」』
- 2F 『とんかつと豚肉料理「平田牧場』」
- 1F 『ベーカリーカフェ「キャスロン」』

## 商業棟（藤崎ファーストタワー館）
事務所棟に隣接する日土地仙台ビル（住居表示は、一番町三丁目1番26号であった。かつて旧第一勧業銀行→みずほ銀行仙台支店が入居）を取り壊して、アトリウムと共に商業棟が建設された。
2009年（平成21年）7月6日、中心部アーケード街の中央通りに面した一部にみずほ銀行の宝くじ売場がオープンし、同年7月11日にアトリウムと共に商業棟が「藤崎ファーストタワー館」としてオープンした。4階部分はセットバックしているため一部が屋上広場となっており、公共空間として市民に開放されている。
当館の開業によって藤崎の仙台市都心部の店舗は、本館・大町館・一番町館・ファーストタワー館の4館体制となった。これら4館により、本館に加えて141ビルに定禅寺通り館として増床入居した仙台三越とほぼ同じ売り場面積となったが、藤崎は都心部で他にルイ・ヴィトンなどの路面店も運営している。

### 店内構成
- 4F/R 『メゾン・ド・ブラッスリー ヴェランダ』、屋上広場
- 3F フジサキビューティスクゥエア：『インフェイシァス』、『スタイルスパ ガウシェル』
- 2F 『グッチ』、『イヴ・サンローラン』、『セルジオ・ロッシ』
- 1F 『グッチ』

グッチの1Fと2Fの店舗は、グッチ専用エレベーターでつながれている。また、中央通りに面してみずほ銀行「宝くじ売場」がある。

## 画像

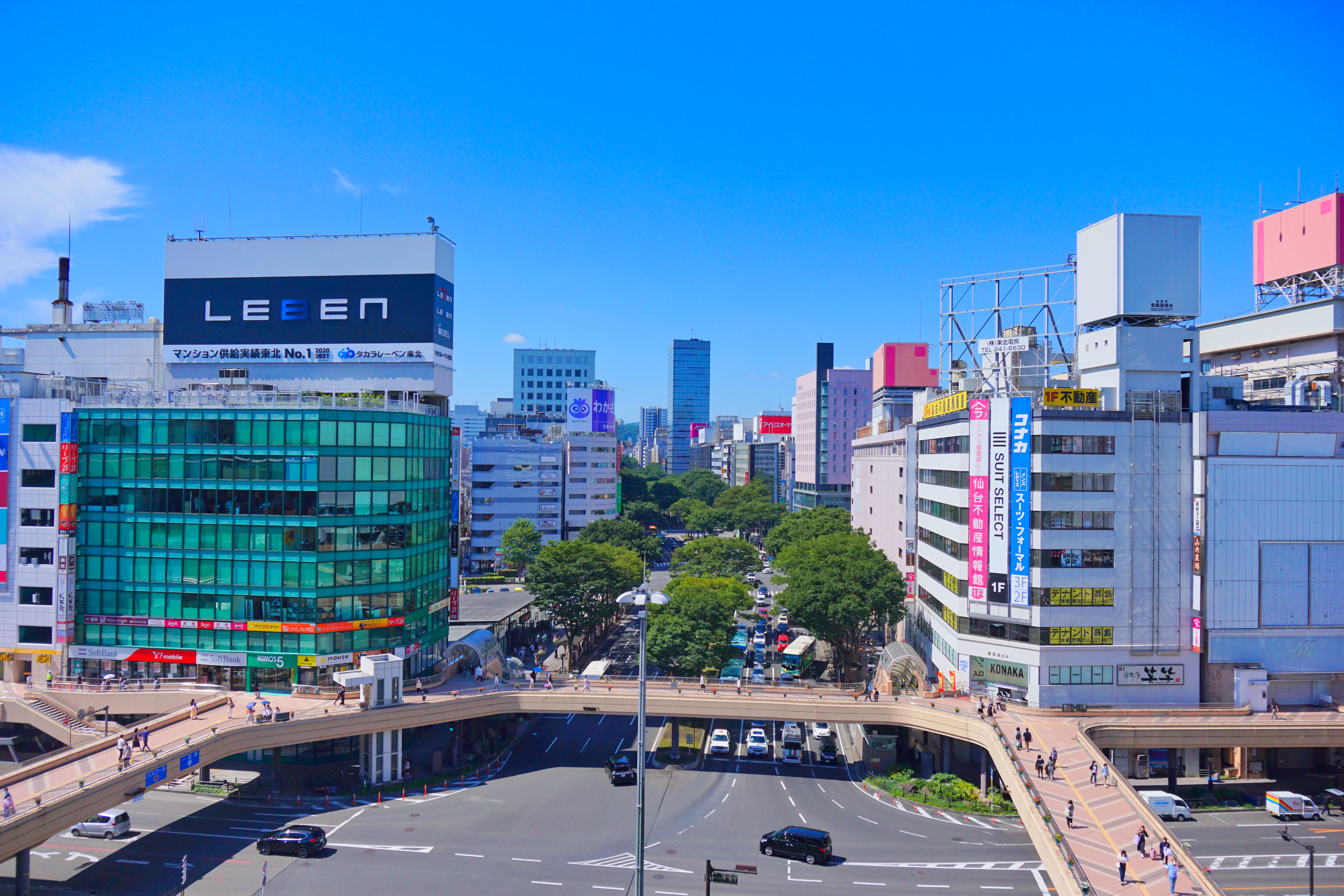
青葉通りと仙台ファーストタワー事務所棟（写真中央、2022年9月10日）[注釈 2]
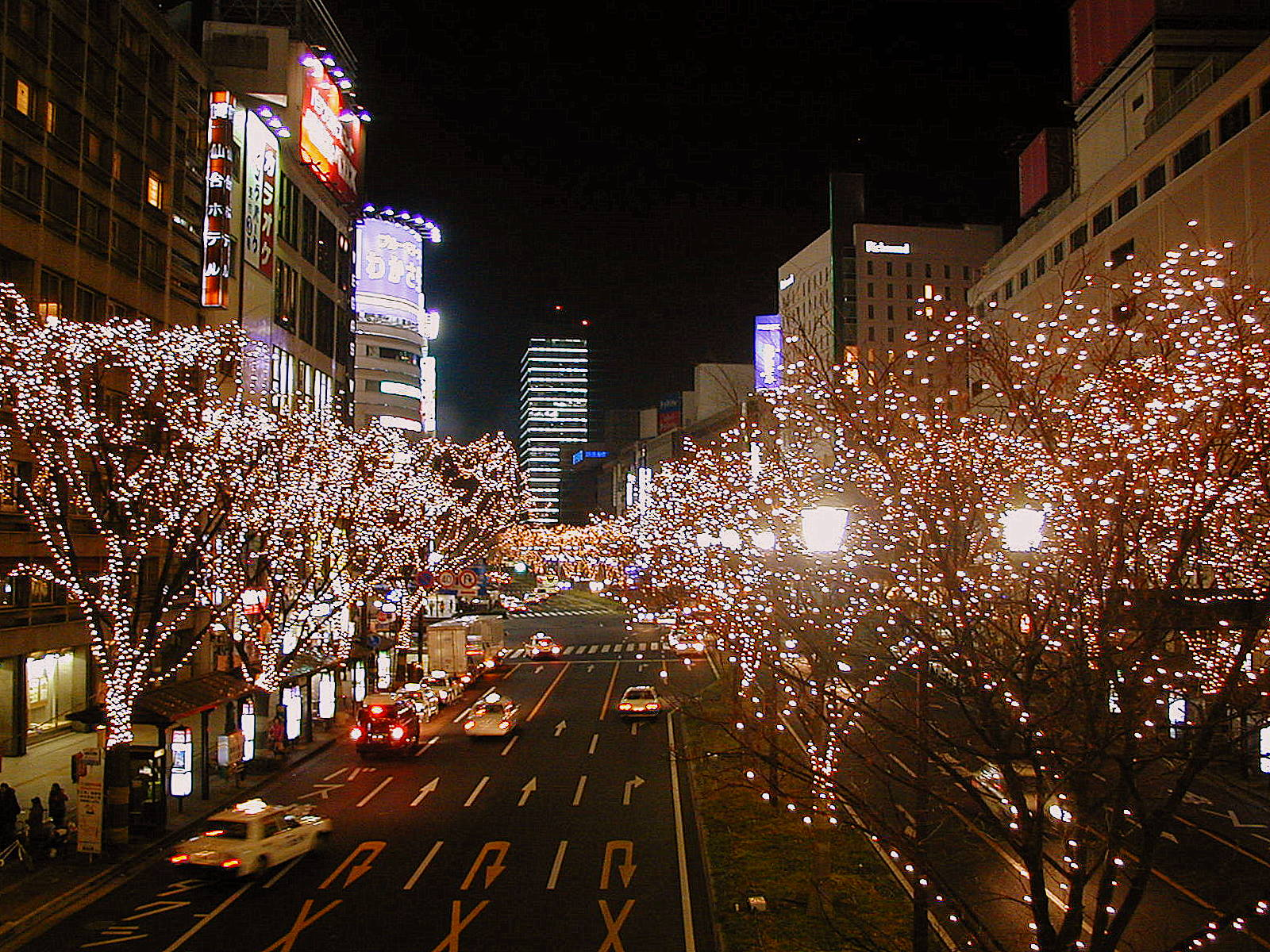
青葉通とファーストタワー事務所棟（写真中央、2009年12月30日）[注釈 3]
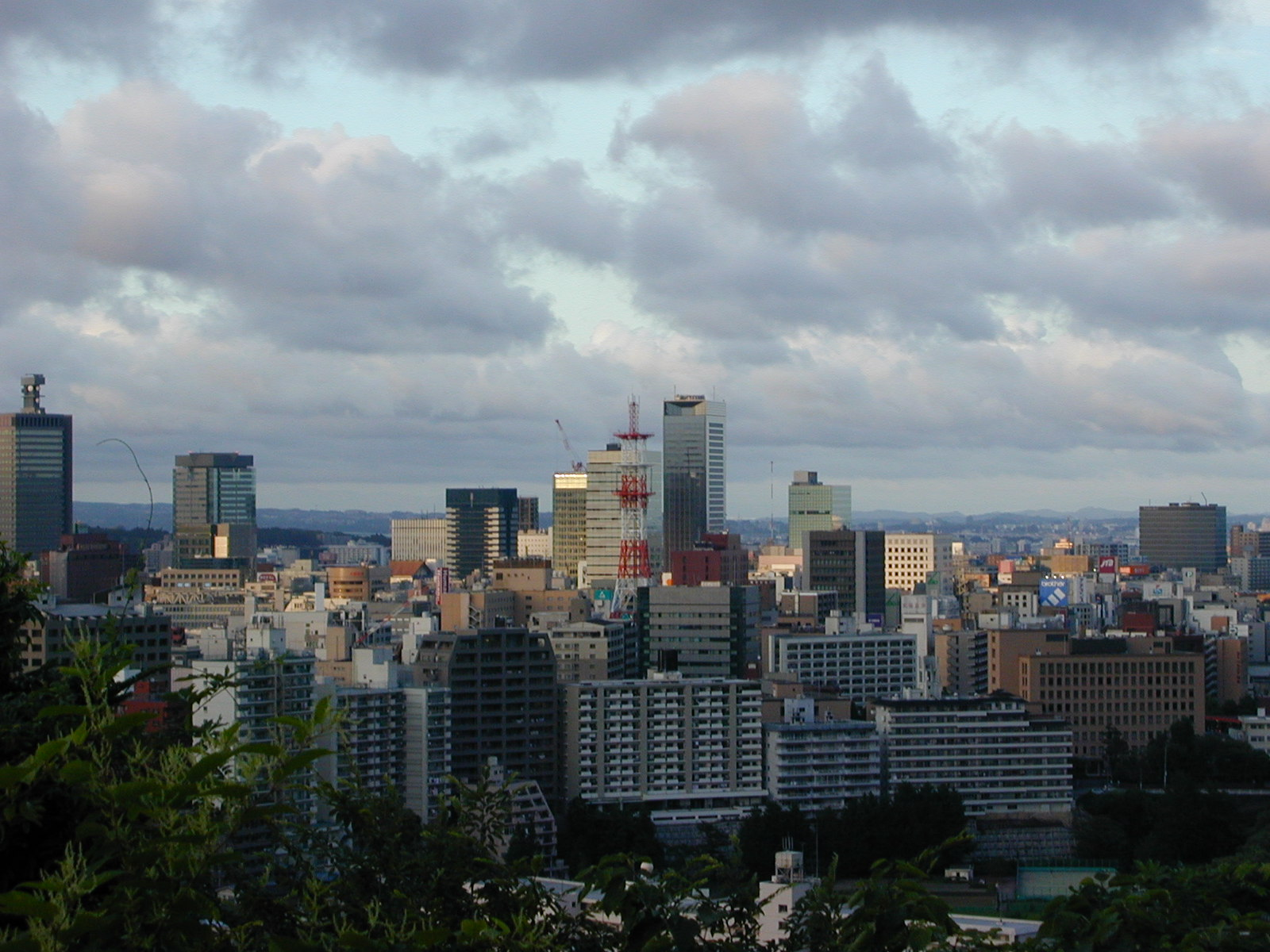
仙台城天守台から見たファーストタワー事務所棟 （2009年7月）[注釈 4]

## アクセス
- 仙石線 あおば通駅または仙台駅
- 仙台市地下鉄南北線 仙台駅または広瀬通駅
- 仙台市営バスおよび宮城交通 電力ビル前バス停
- 仙台市地下鉄東西線 青葉通一番町駅
- 地下駐車場：100台（大型54台、普通44台、身障者用2台）